# Emotional History
Albums de MAX
Maximum Groove
(1998) Jewel of Jewels
(2006)
Compilations par MAX
Maximum Collection
(1999) Precious Collection
(2002)
Remix par MAX
Hyper Euro Max
(2000)
Singles
1. Issho ni...
Sortie : 25 novembre 1999
2. Never Gonna Stop It
Sortie : 16 février 2000
3. Magic
Sortie : 24 mai 2000
4. Barairo no Hibi
Sortie : 6 septembre 2000
5. Always Love
Sortie : 15 février 2001

Emotional History (titré en capitales : EMOTIONAL HISTORY) est le quatrième album original du groupe MAX.

## Présentation
L'album, produit par Max Matsuura, sort le 14 mars 2001 au Japon sur le label Avex Trax, plus de deux ans après le précédent album original du groupe, Maximum Groove sorti fin 1998 (entre-temps sont sortis sa compilation Maximum Collection en 1999 et son album de remix Hyper Euro Max en 2000).
L'album atteint la 8e place du classement des ventes de l'Oricon, et reste classé pendant six semaines. Il restera le sixième album le plus vendu du groupe, derrière les cinq albums sortis précédemment. Le groupe ne sortira pas d'autre album original pendant cinq ans, jusqu'à Jewel of Jewels en 2006. 
Comme les deux précédents albums originaux, c'est un album de style pop majoritairement composé de titres originaux. Il contient treize chansons, dont cette fois une seule reprise d'un titre occidental adaptée en japonais.
Sept d'entre elles étaient déjà parues précédemment sur les cinq singles du groupe sortis au cours des quinze mois précédents : Issho ni..., Never Gonna Stop It (avec Get ready? en troisième titre), Magic (avec Whispers en troisième titre), Barairo no Hibi (adaptée de Larger Than Life des Backstreet Boys), et Always Love ; les premières éditions de l'album contiennent en bonus une version supplémentaire remixée de cette dernière chanson en fin d'album.
Les chansons des trois singles les précédant sortis en 1999 ne figurent donc pas sur l'album, mais étaient déjà parues sur la compilation Maximum Collection. La chanson qui ouvre l'album, But My Love (reprise d'un titre japonais de Key of Life), est une collaboration entre MAX et Issa du groupe masculin Da Pump et est attribuée à "M&I".

## Liste des titres
| CD    | CD                                                                        | CD                                                | CD    | CD | CD | CD | CD | CD | CD |
| No    | Titre                                                                     | Paroles / Musique et/ou arrangements              | Durée |    |    |    |    |    |    |
| ----- | ------------------------------------------------------------------------- | ------------------------------------------------- | ----- | -- | -- | -- | -- | -- | -- |
| 1.    | But My Love (par M&I ; reprise du titre de Key of Life)                   | Gaku-MC, Yusuke Sakamoto / Sakamoto               | 5:45  |    |    |    |    |    |    |
| 2.    | Always Love (always love) (19e single)                                    | Hiromi Mori / T2ya                                | 4:34  |    |    |    |    |    |    |
| 3.    | Lovin' All Night                                                          | Kentaro Akutsu / Kentaro Akutsu / Chokkaku        | 4:03  |    |    |    |    |    |    |
| 4.    | Crazy in My Love (Crazy in my love)                                       | Kentaro Akutsu / Kentaro Akutsu / H-Wonder        | 3:30  |    |    |    |    |    |    |
| 5.    | Never Gonna Stop It (Never gonna stop it) (16e single)                    | MAX, Chino, Katsu / Chino, Yasushi Sasamoto       | 4:42  |    |    |    |    |    |    |
| 6.    | Whispers (whispers) (du 17e single)                                       | Chihiro Close / Akira                             | 4:05  |    |    |    |    |    |    |
| 7.    | Necessary                                                                 | Kazuhiro Hara, Kentaro Akutsu / Kazuhiro Hara     | 4:38  |    |    |    |    |    |    |
| 8.    | Barairo no Hibi (バラ色の日々) (18e single ; reprise de Larger Than Life) | Yuko Ebine / Martin, Lundin, Litrell / N. Shimizu | 3:54  |    |    |    |    |    |    |
| 9.    | Issho ni... (一緒に...) (15e single)                                      | Pipeline Project                                  | 5:16  |    |    |    |    |    |    |
| 10.   | Get Ready? (Get ready?) (du 16e single)                                   | Hiromi Mori / Yasushi Sasamoto                    | 4:25  |    |    |    |    |    |    |
| 11.   | So Tight (So tight)                                                       | Chihiro Close / Rod Antoon                        | 5:05  |    |    |    |    |    |    |
| 12.   | Magic (MAGIC) (17e single)                                                | Rie Matsumoto / Yasushi Sasamoto                  | 3:46  |    |    |    |    |    |    |
| 13.   | Mum (mum)                                                                 | MAX, Chihiro Close / Yasushi Sasamoto             | 5:15  |    |    |    |    |    |    |
| 58:49 |                                                                           |                                                   |       |    |    |    |    |    |    |

| Piste bonus sur les premières éditions | Piste bonus sur les premières éditions                                   | Piste bonus sur les premières éditions  | Piste bonus sur les premières éditions | Piste bonus sur les premières éditions | Piste bonus sur les premières éditions | Piste bonus sur les premières éditions | Piste bonus sur les premières éditions | Piste bonus sur les premières éditions | Piste bonus sur les premières éditions |
| No                                     | Titre                                                                    | Paroles / Musique / Arrangements        | Durée                                  |                                        |                                        |                                        |                                        |                                        |                                        |
| -------------------------------------- | ------------------------------------------------------------------------ | --------------------------------------- | -------------------------------------- | -------------------------------------- | -------------------------------------- | -------------------------------------- | -------------------------------------- | -------------------------------------- | -------------------------------------- |
| 14.                                    | Always Love (Groove That Soul Mix) (always love..) (remix du 19e single) | Voir titre n°2 ; remix : Satoshi Hidaka | 7:19                                   |                                        |                                        |                                        |                                        |                                        |                                        |
| 66:17                                  |                                                                          |                                         |                                        |                                        |                                        |                                        |                                        |                                        |                                        |